# Stelis neglecta
Stelis neglecta är en orkidéart som beskrevs av Irene Bock och Speckm. Stelis neglecta ingår i släktet Stelis och familjen orkidéer. Inga underarter finns listade i Catalogue of Life.